# Freddy Fernández (actor)
Alfredo Jesús Fernández Sáenz (Ciudad de México, 16 de enero de 1934-Ciudad de México, 10 de mayo de 1995), conocido por su seudónimo artístico, Freddy Fernández "El Pichi", fue un actor mexicano.

## Primeros años
El Pichi nació en la Ciudad de México, hijo único de Alfredo Fernández y Elisa Sáenz Rojas. Ingresó a la compañía de Teatro infantil de Bellas Artes bajo la dirección de Clementina Otero.

## Carrera
Desde la película Ustedes los ricos, se convirtió en la pareja sentimental de Evita Muñoz «Chachita», participando juntos en doce filmes y años más tarde, en 1987, en la serie de televisión Nosotros los Gómez.
Recibió la medalla Virginia Fábregas que otorga la ANDA por 25 años de carrera artística, y fue nominado tres veces al Ariel.
Entre 1991 y 1994 condujo junto con Belem Balmori y Julio Alemán, el segmento Familiar del programa Mi Barrio, producido por Televisa.

## Muerte
Fallece el 10 de mayo de 1995, a causa de cáncer de esófago, en la Ciudad de México, a los 61 años. Sus restos descansan en Cozumel, Quintana Roo en el jardín de su hijo Alfredo Fernández ("El Pato") y sus nietos Sofía Andrea y Anthony.

## Filmografía

### Cine
- La negra Tomasa (1993)
- Crimen de ocasión (1985)
- El embustero (1985)
- Los malvivientes (1984)
- Piernas cruzadas (1984)
- Tierra de valientes (1984)
- El sexo de los pobres (1983)
- El triángulo del crimen (1983)
- La caravana de la muerte (1983)
- El vecindario 2 (1983)
- Los guaruras (1982)
- Vividores de mujeres (1982)
- El que no corre... vuela (1982) - Policía Costillas
- San Miguel el alto (1982)
- El canto de los humildes (1982)
- Los pepenadores de acá (1982)
- Semana santa en Acapulco (1981)
- OK Mister Pancho (1981)
- El robo imposible (1981) - Richard Bond
- El vecindario (1981)
- California Dancing Club (1981)
- La casa prohibida (1981)
- Las tres tumbas (1980)
- El cara parchada (1980)
- Adriana del Río, actriz (1979)
- Caminos de Michoacán (1979)
- La sotana del reo (1979) - Pantaleón
- El zorro blanco (1978)
- El coyote y la bronca (1978)
- Somos del otro Laredo (1977)
- Renuncia por motivos de salud (1976)
- El guía de las turistas (1976)
- El caballo torero (1973)
- Capulina contra las momias (El terror de Guanajuato) (1973)
- Santo contra los cazadores de cabezas (1971) - Carlos
- Jesús, nuestro Señor (1971) - Felipe
- El inolvidable Chucho el Roto (1971) - La Changa
- Los amores de Chucho el Roto (1970) - La Changa
- Yo soy Chucho el Roto (1970) - La Changa
- La vida de Chucho el Roto (1970) - La Changa
- María Isabel (1968)
- La venganza de Huracán Ramírez (1967) - Pichi
- El hijo de Huracán Ramírez (1966) - Pichi
- La recta final (1966)
- Falsificadores asesinos (1966)
- El dengue del amor (1965)
- El misterio de Huracán Ramírez (1962) - Pichi
- Los amigos maravilla (1962)
- Twist, locura de la juventud (1962) - Boris
- Trampa fatal (1961)
- Juego diabólico (1961)
- El tesoro del indito (1961)
- En carne propia (1961)
- La llamada de la muerte (1960)
- Su primer amor (1960)
- El gran pillo (1960)
- Paso a la juventud (1958)
- Águila negra vs. los diablos de la pradera - Manuel Arvide
- El boxeador (1958)
- La sombra del otro (1957)
- La ciudad de los niños (1957)
- La mujer que no tuvo infancia (1957)
- Las manzanas de Dorotea (1957)
- Daniel Boone, Trail Blazer (1956) - Israel Boone
- Bataclán mexicano (1956) - Clavija
- El hombre que quiso ser pobre (1956)
- Con quién andan nuestras hijas (1956) - Tony
- Mi canción eres tú (1956)
- La venganza de los Villalobos (1955)
- Los tres Villalobos (1955)
- Venganza en el circo (1954) - Freddy
- La segunda mujer (1953) - Rudy
- Pepe el Toro (1953) - El Ata
- ¡Yo soy gallo dondequiera! (1953)
- Huracán Ramírez (1953)
- Una calle entre tú y yo (1952)
- Cuando los hijos pecan (1952)
- Yo fui una callejera (1952)
- Pasionaria (1952)
- Los pobres van al Cielo (1951)
- Negro es mi color (1951)
- Arrabalera (1951)
- Amor vendido (1951)
- Las dos huerfanitas (1950)
- Azahares para tu boda (1950) - Eduardo
- Si fuera una cualquiera (1950)
- Amor de la calle (1950)
- Callejera (1949)
- Ustedes los ricos (1948) - El Ata
- Bartolo toca la flauta (1945)
- Tribunal de Justicia (1944)
- El médico de las locas (1944)
- Cristóbal Colón (1943)
- Morenita clara (1943)

### Televisión
- Nosotros los Gómez (1986) - Freddy Gómez
- Mi colonia la esperanza (1983)
- El enemigo (1979)
- Teresa Raquín (1977) - Camilo
- Mi primer amor (1973) - Javier
- El juicio de nuestros hijos (1967)
- Llamada urgente (1965)
- La honra de vivir (1961)
- Conflicto (1961)
- Pecado mortal (1960) - José María